# Roberto Zavalloni
Roberto Zavalloni OFM (ur. 25 maja 1920 w Cervi, zm. 15 października 2008 w Bolonii) – włoski pedagog, franciszkanin, rektor Papieskiego Uniwersytetu Antonianum w Rzymie w latach 1969–1975.

## Życiorys
Augusto Zavalloni urodził się w miejscowości Cervia w regionie Emilia-Romania 25 maja 1920 roku. Pierwszą profesje zakonną złożył 17 sierpnia 1936 roku w prowincji bolońskiej Zakonu Braci Mniejszych. Święcenia kapłańskie przyjął 19 czerwca 1943 roku. W latach 1945–1948 studiował filozofię na rzymskim Antonianum, zaś w latach 1946-1948 socjologię na Papieskim Uniwersytecie Laterańskim. Kontynuował studia na Uniwersytecie w Lowanium (licencjat z pedagogiki) oraz innych uniwersytetach w Stanach Zjednoczonych i Kanadzie (psychologia kliniczna i psychologia wychowawcza). W latach 1954–1958 był asystentem Agostino Gemelliego na Katolickim Uniwersytecie Najświętszego Serca w Mediolanie. Od 1952 wykładał psychologię eksperymentalną na Antonianum w Rzymie, którego został rektorem w 1969 roku. Funkcję tę sprawował do 1975 roku. Prowadził także wykłady z psychologii i psychologii pastoralnej na La Sapienzy oraz Uniwersytecie Laterańskim. Ojciec Zavalloni był konsultorem podczas Soboru watykańskiego II oraz Kongregacji ds. Edukacji Katolickiej. Specjalizował się w dziedzinie psychopedagogiki. Był autorem 36 książek dotyczących tej dziedziny. W 1996 powrócił na stałe do swej macierzystej prowincji zakonnej. Zmarł 15 października 2008 roku w Bolonii.